# Papenburg
Papenburg là một thành phố thuộc huyện Emsland trong bang Niedersachsen, Đức, tọa lạc bên sông Ems. Tại đây có nhà máy đóng tàu lớn Meyer-Werft.
Papenburg có 6 phường Papenburg-Untenende, Papenburg-Obenende, Herbrum, Tunxdorf-Nenndorf, Aschendorf và Bokel.